# Uwe Bönsch
Uwe Bönsch est un joueur d'échecs allemand né le 15 octobre 1958 à Halle. Grand maître international depuis 1986, il a remporté le mémorial Rubinstein à Polanica-Zdrój et le mémorial Milan Vidmar à Portorož et Ljubljana en 1987.
Au 1er août 2018, il est le 23e joueur allemand avec un classement Elo de 2 553 points.

## Biographie et carrière
Uwe Bönsch a terminé trois fois deuxième du championnat d'Allemagne de l'Est. En 1976, dix-huit ans, il finit 1er-3e du championnat de RDA, le titre revenant à Wolfgang Uhlmann après les départages. En 1985, il fut seul deuxième derrière Uhlmann. En 1986, il termina 1er-4e, le titre revenant une nouvelle fois à Wolfgang Uhlmann.

## Compétitions par équipe
Uwe Bönsch a représenté l'Allemagne de l'Est lors de deux olympiades : en 1988 au deuxième échiquier et en 1990 au premier échiquier.
Il a remporté la coupe d'Europe des clubs d'échecs en 1992 avec le club du Bayern de Munich.
Entraîneur fédéral d'Allemagne, Uwe Bönsch fut le capitaine de l'Équipe d'Allemagne qui fut deuxième de l'Olympiade d'échecs de 2008 et remporta le championnat d'Europe d'échecs des nations en 2011.
Il a participé à deux reprises au championnat du monde d'échecs par équipes séniors, en 2015 et 2016. Il jouait à chaque fois au premier échiquier et il remporta la médaille d'or par équipe et la médaille d'or individuelle en 2016.